# Damier du Cap
Daption capense
Genre
Espèce
Statut de conservation UICN

 LC  : Préoccupation mineure

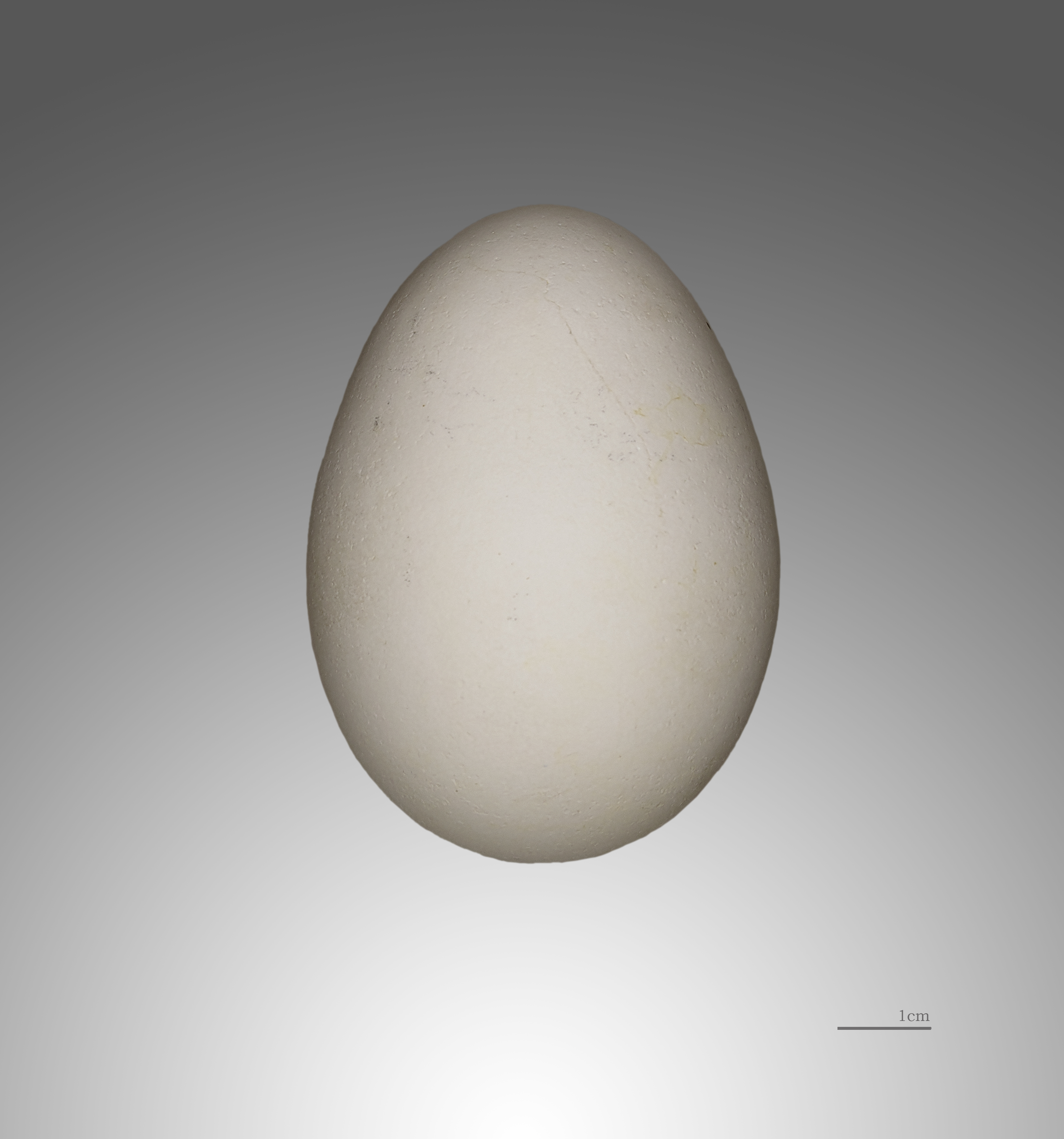
Œuf de Damier du Cap - Muséum de Toulouse

Le Damier du Cap (Daption capense), appelé également Pétrel du Cap est une espèce d'oiseau appartenant à la famille des Procellariidae.

## Historique et dénomination
L'espèce Daption capense a été décrite par le naturaliste suédois Carl von Linné en 1758, sous le nom initial de Procellaria capensis , et reclassé dans le genre Daption par le zoologiste britannique James Francis Stephens en 1826.

## Description
Cet oiseau mesure environ 39 cm pour une envergure de 81 à 91 cm. Il présente un plumage noir et blanc très contrasté.

## Comportement
Le vol de cet oiseau est constitué de cinq à huit battements d'ailes rigides suivis d'une phase planée.

## Répartition
Cet oiseau niche dans l'hémisphère sud. Il est occasionnel au large du Togo.

## Sous-espèces
Selon la classification de référence du Congrès ornithologique international (14.2, 2024) :
- D. c. capense — aire circumpolaire
- D. c. australe — îles subantarctiques de Nouvelle-Zélande et îles Chatham